# داستين كوبر
داستين كوبر (بالإنجليزية: Dustin Cooper)‏ هو لاعب اتحاد الرغبي أسترالي، ولد في 8 مايو 1981 في Murgon ‏ في أستراليا.